# CREAMY TAKAKO
『CREAMY TAKAKO』（クリーミー・タカコ）は、1984年8月25日に徳間音楽工業から発売された太田貴子の1stオリジナル・アルバム。レコードは28JAL-14。カセットテープは28J-107。1985年6月25日には「CREAMY TAKAKO SPECIAL」というCDして再発売された。32JC-115。

## 概要
太田貴子がヒロインを務め日本テレビが全国ネットで放送していたテレビアニメ・『魔法の天使クリィミーマミ』の曲とレギュラー出演しているNHK総合テレビの音楽番組・『レッツゴーヤング』のテーマソングら計8曲に新曲4曲を加えた初のアルバム。CD版では12曲の他に「魔法の天使クリィミーマミ ラブリーセレナーデ」の挿入歌が加えられた。2020年4月29日にはコンプリート・コレクション『TAKAKO OHTA TOKUMA JAPAN YEARS 1983-1988 CD&DVD COMPLETE BOX』が販売された

## 収録曲
1. デリケートに好きして(3:27)
  - 作詞・作曲：古田喜昭 / 編曲：大村雅朗
2. 彼を愛したロンリー・キャット
  - 作詞：小林和子 / 作曲：和泉常寛 / 編曲：西村昌敏
3. 囁いてジュテーム -Je t'aime-(3:35)
  - 作詞：亜蘭知子 / 作曲：織田哲郎 / 編曲：岩本正樹
4. 再会イン・ザ・Rain
  - 作詞：恩田久義 / 作曲：玉置浩二 / 編曲：西村昌敏
5. パジャマのままで(3:22)
  - 作詞・作曲：古田喜昭 / 編曲：大村雅朗
6. LOVEさりげなく(3:15)
  - 作詞：三浦徳子 / 作曲：小田裕一郎 / 編曲：西村昌敏
7. For You -愛あなたに-
  - 作詞：亜蘭知子 / 作曲：和泉常寛 / 編曲：芳野藤丸
8. もう天使じゃない
  - 作詞：岩里祐穂 / 作曲：亀井登志夫 / 編曲：岩本正樹
9. BIN・KANルージュ(3:44)
  - 作詞：岩里祐穂 / 作曲：亀井登志夫 / 編曲：岩本正樹
10. 美衝撃(3:42)
  - 作詞：亜蘭知子 / 作曲：織田哲郎 / 編曲：西村昌敏
11. 美人物語(3:41)
  - 作詞：恩田久義 / 作曲：玉置浩二 / 編曲：松原正樹
12. 夏にあわてないで(3:44)
  - 作詞：来生えつこ / 作曲：玉置浩二 / 編曲：松原正樹

### CD盤
1. デリケートに好きして
2. 彼を愛したロンリー・キャット
3. 囁いてジュテーム -Je t'aime-
4. 再会イン・ザ・Rain
5. パジャマのままで
6. LOVEさりげなく
7. あなたに一番効く薬(3:28)
  - 作詞：友井久美子 / 作曲：松田良 / 編曲：難波正司
8. For You -愛あなたに-
9. もう天使じゃない
10. BIN・KANルージュ
11. 美衝撃
12. 美人物語
13. 夏にあわてないで
14. 天使のミラクル(3:18)
  - 作詞：友井久美子 / 作曲：織田哲郎 / 編曲：難波正司